# Macina (race ovine)
Pour les articles homonymes, voir Macina.
Le Macina ou mouton de Macina est la seule race ovine de moutons à laine d'Afrique occidentale. Originaire du Mali, il fait partie du groupe des moutons à poils à queue fine et plus particulièrement au type africain à longues pattes. Élevé essentiellement pour sa laine, il est localement appelé Koundori ou Youkoubassako.
Le Koundoum (ou Goundoun) est une variété plus petite du Macina que l'on trouve au Niger.

## Origine et répartition
La race descend de moutons à laine venant d'Afrique du Nord. Ils ont été importés au Mali au 15e siècle et 16e siècle par les Maures et les Marocains lors de la conquête de Tombouctou. L'aire de distribution de la race est réduite aux plaines inondables du fleuve Niger, du centre du Mali jusqu'à Niamey au sud-ouest du Niger.
Les animaux présents au Niger font partie de la variété Koundoum, également appelé mouton à laine du Bas Niger. Ils ont été apportés au XVIIIe siècle par les Kourteys. Il est présent sur une bande étroite de 200 km de long sur moins de 20 km de large. Il est très présent autour de Tillabéri et porte parfois le nom de « mouton des îles de Tillabéry ».
Des tentatives d'exports et d'acclimatations de la race ont été tentés au 20e siècle mais elles ont toutes échoués en raison du lien étroit de l'adaptation de la race aux zones humides du fleuve Niger.

## Description
C'est un mouton de taille moyenne, entre 60 et 80 cm et qui pèse entre 30 et 40 kg. Le bélier peut atteindre les 80 kg après engraissement. Il est blanc avec des taches noires, brunes ou rousses autour des yeux et au niveau des oreilles. Le corps est couvert de laine ; la tête, le ventre et les pattes, en dessous des genoux, en sont dépourvues,. Le bélier a des cornes en spirales. Un très faible pourcentage de mâles présentent parfois deux paires de cornes. Les femelles n'en possèdent pas bien que quelques-unes peuvent parfois porter des cornes de faible longueur.
Les caractères du Koundoum sont proches du Macina. Il est plus petit et les individus avec une toison de couleur noire et des taches fauves sont majoritaires. Il mesure entre 60 et 65 cm et pèse entre 25 et 30 kg.

## Élevage et production

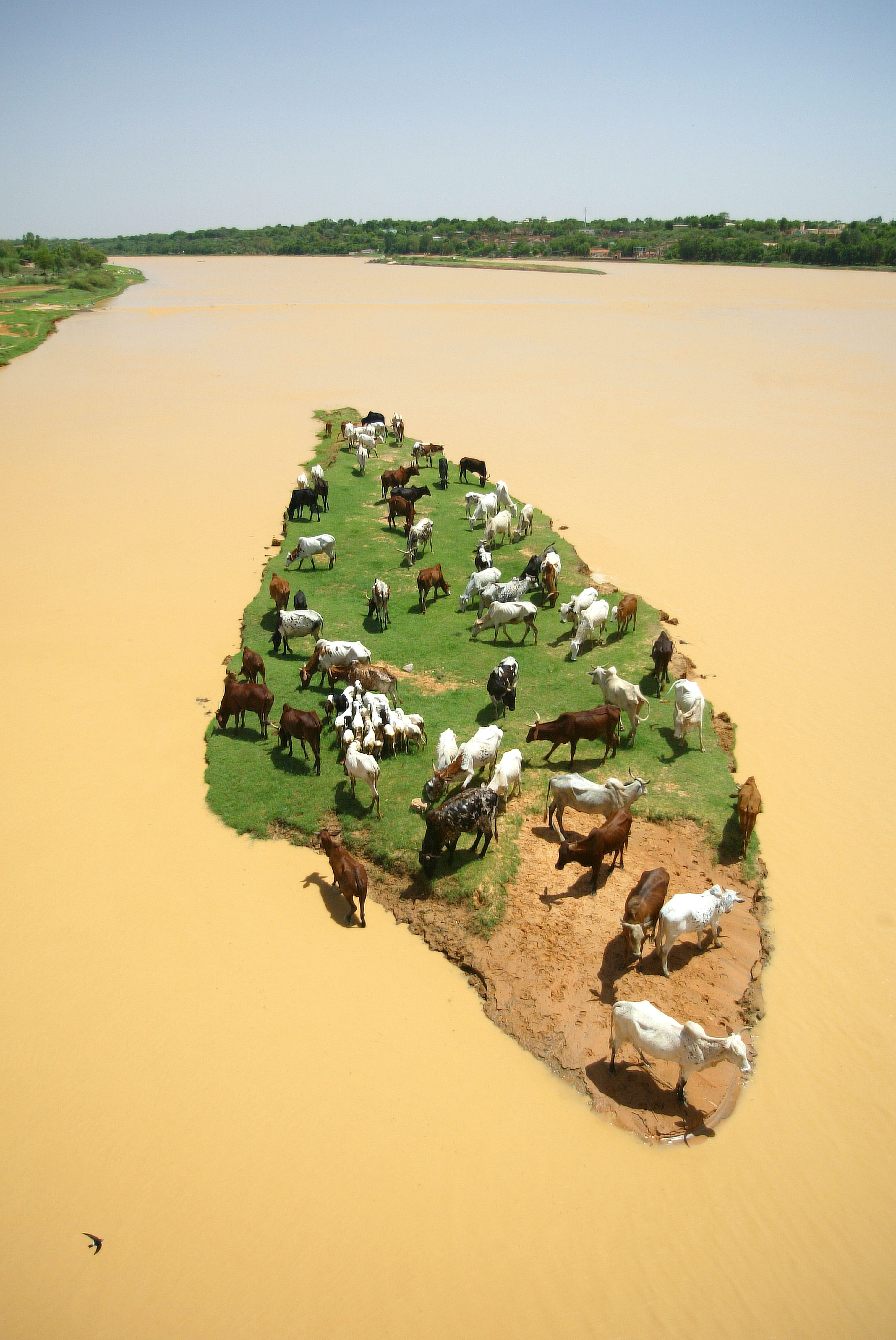
Vaches accompagnées de quelques moutons sur une île du fleuve Niger près de Niamey.

Le Macina s'est adapté aux zones humides des rives du fleuve Niger. Il est principalement élevé par le peuple pastoral Fulani. Les troupeaux sont mixtes, les ovins sont menés avec des caprins et des bovins. Ils réalisent des transhumances en fonction de la montée ou de la baisse des eaux du fleuve,. Les plaines sont inondées entre juillet et octobre. C'est une race dessaisonnée ; les brebis donnent naissance à un ou deux agneaux, rarement des triplés. Le jeune est sevré à 4 mois.
C'est une très mauvaise race laitière. La lactation dure environ cinq à six mois. Le peu de lait récolté est surtout pour l'autoconsommation locale,.
À l'origine, le Macina est élevé pour sa laine. Il peut fournir en moyenne 700 g de laine grossière et celle-ci peut atteindre une longueur de 30 cm. Sa longueur varie en fonction du nombre de tontes par an et son poids peut atteindre 1,2 kg. Normalement le code pénal malien limite à deux tontes par an, mais cette règle est rarement suivie. Il n'est pas rare que les éleveurs aillent jusqu'à 4 tontes annuelles qui peuvent avoir lieu à n'importe quel moment de l'année en fonction des besoins,. Elle est principalement utilisée pour des couvertures, des tapis et des matelas. Mais à la suite de l'effondrement du marché local, en raison d'import de produits bon marché venus d'Asie et d'autres types de textiles, les éleveurs se sont rabattus sur la production de viande malgré la faible productivité de la race.
Au Niger, en période sèche, les moutons pâturent sur les îles présentes au milieu du fleuve. En période des crues, ils sont rapatriés sur les rives. Mais l'envahissement des berges par la Jacinthe d'eau (Eichhornia crassipes) ainsi que des terres plus élevées par Sida cordifolia dégrade les pâturages. La laine et le lait ne sont pas exploités mais les moutons mâles sont engraissés pour la fête de Tabaski. Le fumier est aussi valorisé pour enrichir le sol des cultures.

## Croisements et sauvegarde

### Le Macina
Des essais de croisements avec des Mérinos ont été tentés au début du 20e siècle pour améliorer la qualité de la laine. Mais les animaux obtenus n'ont pas été acceptés par les éleveurs locaux en raison du manque de rusticité. Au milieu du 20e siècle, les croisements avec d'autres races étaient rares mais avec l'effondrement du marché de la laine, les éleveurs ont changé leurs pratiques.
Sa population était estimée à 1 000 000 têtes en 1947 et à 2 000 000 têtes en 1985. Au début des années 1990, elle était tombée à près de 600 000 têtes. Dans les années 2010, le métissage avec d'autres races présentes localement met en danger la pureté de la race.

### Le Koundoum
La population de Koundoum n'a jamais été très importante. Dans les années 1970, sa population était estimée inférieure à 30 000 têtes. Tout comme le Macina, la dévalorisation de sa laine à pousser les éleveurs à le croiser avec des races à viande pour améliorer sa croissance et trouver un nouveau débouché. En effet, bien que l'animal soit de petite taille, sa viande est de bonne qualité : tendre et sans graisse. Dans les années 2010, ses effectifs sont inconnus mais les différentes études réalisées sur la race démontrent un effondrement des effectifs,. L'Université de Niamey cherche à mettre en place une stratégie pour sauvegarder la variété et sa ressource génétique.
Le Kassawa (Kassoua ou Kassaoua) est issu d'un croisement avec un Bali-Bali ; il possède l'adaptation aux pâturages humides du Koudoum et une meilleure production de viande grâce au Bali-Bali.